# Khủng hoảng Eo biển Đài Loan lần 2
Khủng hoảng eo biển Đài Loan lần 2 (còn có tên khác là Khủng hoảng eo biển Đài Loan 1958 hay Kim Môn pháo chiến) là một cuộc xung đột xảy ra giữa Cộng hòa Nhân dân Trung Hoa và Trung Hoa Dân quốc (Đài Loan). CHNDTH đã nã pháo vào quần đảo Mã Tổ và Kim Môn nằm trên eo biển Đài Loan nhằm chiếm giữ những vùng lãnh thổ này từ Đài Loan.

## Khái quát
Cuộc xung đột mở màn bằng trận nã pháo 823 (Chữ Hán phồn thể: 八二三炮戰; giản thể: 八二三炮战; Bính âm: Bāèrsān Pàozhàn; phiên âm: Bát nhị tam pháo chiến) vào lúc 5h30 chiều ngày 23 tháng 8 năm 1958 khi Quân Giải phóng Nhân dân Trung Quốc bắt đầu nã pháo dữ dội vào Kim Môn. Lực lượng của Trung Hoa Dân quốc ở Kim Môn cũng nã pháo đáp trả. Vụ đấu pháo ác liệt này đã khiến 440 quân Đài Loan và 460 lính Trung Quốc thiệt mạng.
Vụ đối đầu bằng quân sự này là quá trình tiếp diễn cuộc khủng hoảng eo biển Đài Loan lần thứ nhất, đã diễn ra ngay sau chiến tranh Triều Tiên. Tưởng Giới Thạch đã cho xây dựng nhiều công trình trên quần đảo Mã Tổ và Kim Môn. Năm 1954, CHNDTQ đã nã pháo vào cả hai quần đảo này, trong đó tập trung tấn công vào Kim Môn.

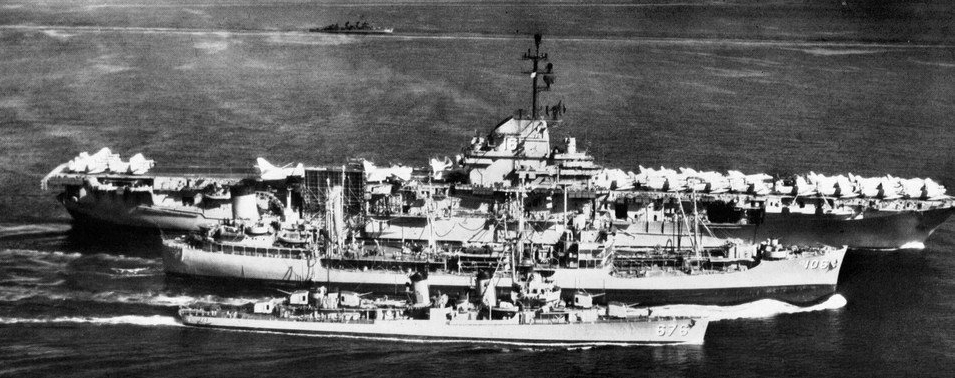
Tàu sân bay Hoa Kỳ đậu ngoài khơi Đài Loan trong suốt cuộc khủng hoảng.

Để đáp lại yêu cầu được hỗ trợ từ phía THDQ theo đúng nghĩa vụ đã được ký kết trong Hiệp ước Phòng thủ Mỹ-Đài Loan 1954, chính quyền tổng thống Mỹ Dwight D. Eisenhower đã tăng viện cho các đơn vị hải quân Hoa Kỳ và ra lệnh cho các tàu chiến của mình đến hỗ trợ chính quyền Quốc Dân Đảng bảo vệ tuyến tiếp vận đến Kim Môn. Thông qua những hoạt động bí mật trong "Chiến dịch Ma thuật đen" (Operation Black Magic), hải quân Hoa Kỳ đã sửa đổi và bổ sung cho máy bay F-86 Sabre của không quân Đài Loan các tên lửa đối không AIM-9 Sidewinder mới được giới thiệu, nhằm tăng sức mạnh chống lại các máy bay chiến đấu MiG tiên tiến hơn của CHNDTH. Những nghiên cứu gần đây từ Cục Lưu trữ Quốc gia đã chỉ ra rằng Không quân Hoa Kỳ đã chuẩn bị cho một vụ tấn công hạt nhân nhằm vào Trung Quốc Đại lục. 12 lựu pháo tầm xa 203mm M115 howitzer và các khẩu 155mm khác đã được thủy quân lục chiến Mỹ chuyển cho quân đội Đài Loan và được gửi đến Kim Môn để xoay chuyển tình thế trong cuộc đọ pháo ở đây.
Liên Xô đã phái bộ trưởng ngoại giao Andrei Andreyevich Gromyko đến Bắc Kinh để thảo luận về những động thái của Trung Quốc.

## Kết quả
Kết quả, cả hai bên tiếp tục bắn phá bên kia và rải truyền đơn. Tình trạng này cứ tiếp diễn cho đến khi Hoa Kỳ và Trung Quốc bình thường hóa quan hệ năm 1979.
Trong cuộc đụng độ, CHNDTQ đã bắn khoảng 450.000 quả pháo lên đảo Kim Môn. Những quả pháo này đã trở thành nguồn cung cấp kim loại tái chế cho kinh tế địa phương. Từ sau cuộc khủng hoảng eo biển Đài Loan lần 2, Kim Môn được biết đến với sản phẩm dao phay làm từ vỏ đạn của Trung Quốc Đại lục. Một thợ rèn ở Kim Môn thông thường làm được 60 dao phay từ một vỏ đạn pháo và ngày nay các khách du lịch đến từ Cộng hòa Nhân dân Trung Hoa mua dao Kim Môn để làm quà lưu niệm cùng với những sản vật khác của địa phương này.